# Milan Mačvan
Milan Mačvan (en cyrillique Милан Мачван) est un joueur serbe de basket-ball né le 16 novembre 1989 à Vukovar. Mačvan mesure 2,06 m et évolue au poste d'ailier fort.

## Biographie

### Carrière en club
Mačvan joue dans l'équipe de jeunes du KK FMP Železnik avant d'intégrer le groupe professionnel du KK Vršac en 2007 en décembre 2007. Il dispute ainsi, en plus des compétitions nationales, la Ligue adriatique et la Coupe ULEB, cette dernière lors de la saison 2007-2008. En Ligue adriatique, ses statistiques progressent, passant de 5 points, 2,6 rebonds et 0,7 passe lors de la saison 2007-2008 à 19,2 points, 6,7 rebonds et 2,8 passes en 2010-2011. En Europe, il se voit attribuer le trophée du Eurocup Rising Star.
En 2009, il fait partie de la sélection du « Reste du Monde » qui affronte les États-Unis lors du Nike Hoop Summit. Mačvan est élu meilleur joueur avec 23 points, 14 rebonds et 6 passes décisives dans une partie remportée par le « Reste du Monde » sur le score de 97 à 89. Cette victoire est la première pour une sélection mondiale depuis l'année 1998 où la sélection menée par Dirk Nowitzki avait dominé les Américains.
En décembre 2010, il signe un contrat avec le Maccabi Tel-Aviv jusqu'en 2015. Il fait ses débuts dans la compétition de clubs la plus importante en Europe, l'Euroligue. Pour la fin de saison 2010-2011, il dispute dix rencontres et présente des statistiques de 3,5 points, 1,7 rebond, 0,4 passe en 8 minutes 59. Il participe au Final Four, disputant 5 minutes 44 lors de la demi-finale remportée face au Real Madrid puis 12 minutes 33 (3 points, 4 rebonds, 1 passe) lors de la défaite 70 à 78 face au Panathinaïkos. Il remporte un premier titre en club avec l'obtention du titre de champion d'Israël.
En juin 2011, il est choisi à la 54e position de la draft de la NBA par les Cavaliers de Cleveland.
En septembre 2011, Mačvan participe au championnat d'Europe avec la Serbie. En moyenne, il marque 7,4 et prend 4,1 rebonds.
Le 18 octobre 2011, il signe un contrat de prêt pour un an au Partizan Belgrade. Il réussit un très bon début de saison et est nommé co-MVP de la 7e journée de l'Euroleague (22 points, 8 rebonds) avec Erazem Lorbek.
En août 2012, Mačvan signe un contrat de 2 ans avec Galatasaray SK, qui évolue en première division turque.
En octobre 2014, Mačvan retourne au Partizan Belgrade jusqu'à la fin de la saison. En décembre, il est nommé meilleur joueur de la 10e journée de la saison régulière de l'EuroCoupe 2014-2015. Mačvan marque 23 points, prend 8 rebonds et fait 6 passes décisives dans la victoire du Partizan sur CSU Asesoft Ploiești.
En juillet 2015, Mačvan signe un contrat de deux ans à l'Olimpia Milan.
À l'été 2017, Mačvan rejoint le Bayern Munich. En janvier 2018, il se blesse au genou gauche (rupture du ligament croisé antérieur) et manque la fin de la saison. En septembre 2018, Mačvan, en préparation avec le Bayern, se blesse de nouveau au genou gauche et doit subir une opération chirurgicale,.

### Carrière en équipe nationale
Il débute avec les sélections nationale en 2005 en disputant le Championnat d'Europe des 16 ans et moins, terminant à la dixième place avec la Serbie. L'année suivante, il évolue avec les 18 ans et moins lors du Championnat d'Europe. Il commence à se faire connaître sur la scène européenne lors de l'année 2007 : il remporte le championnat du monde des 19 ans et moins en battant en finale les États-Unis sur le score de 74 à 69 avec 19 points, 10 rebonds et 1 passe. Sur cette compétition, il est le meilleur marqueur de son équipe avec une moyenne de 15,4 points, auxquels il ajoute 4,9 rebonds et 1,1 passe. La même année, il dispute le Championnat d'Europe des 18 ans et moins, compétition où il termine avec des statistiques de 19,2 points (meilleur de son équipe et troisième de la compétition), 10,2 rebonds (troisième de la compétition), 1,8 passe et 0,5 contre. Il remporte sa seconde médaille d'or de l'année en battant en finale la Grèce sur le score de 92 à 89 dans une rencontre dominée par l'affrontement entre Mačvan (32 points, 14 rebonds) et Kosta Koufos (33 points, 13 rebonds). L'année suivante, il obtient une troisième médaille d'or internationale en remportant le Championnat d'Europe des 20 ans et moins après une victoire 96 à 89 sur la Lituanie. Ses statistiques sont de 16,9 points, 6,6 rebonds, 3,8 passes décisives avec une performance de 31 points, 7 rebonds, 5 passes lors de la finale.
En septembre 2009, il est membre de l'équipe nationale serbe à l'Euro 2009 qui finit à la deuxième place. Mačvan joue en moyenne 12,5 minutes par rencontre, marque 2,8 points et prend 1,9 rebond. Sur l'ensemble du tournoi, il met seulement 3 de ses 12 tirs à 2 points. Il évolue de nouveau avec la sélection serbe lors de la compétition majeure de l'année 2010, le championnat du monde disputé en Turquie. Lors de celle-ci, il inscrit 5,7 points, capte 1,4 rebond et délivre 1,1 passe. La Serbie échoue d'un point en demi-finale face à la Turquie avant de subir une nouvelle défaite face à la Lituanie lors du match pour la troisième place.

## Palmarès
- Médaille d'argent au championnat d'Europe 2017.
- Médaille d'argent aux Jeux olympiques de 2016.
- Médaille d'argent au championnat d'Europe 2009.
- Champion d'Allemagne 2019